# كارلوس روبيرتو غالو
كارلوس روبيرتو غالو (بالبرتغالية: Carlos Roberto Gallo) (مواليد 4 مارس 1958) هو لاعب كرة قدم. يلعب مع منتخب البرازيل لكرة القدم. سبق له أن لعب في كأس العالم لكرة القدم مع منتخب بلاده.

## روابط خارجية
- كارلوس روبيرتو غالو على موقع الاتحاد الدولي (مؤرشف)  (الإنجليزية)
- كارلوس روبيرتو غالو على موقع قاعدة بيانات كرة القدم.إي يو (الإنجليزية)
- كارلوس روبيرتو غالو على موقع ناشيونال فوتبول تيمز (الإنجليزية)
- كارلوس روبيرتو غالو على موقع اللجنة الأولمبية الدولية (الإنجليزية)
- كارلوس روبيرتو غالو على موقع أوليمبيديا (الإنجليزية)